# Afghanische Esche

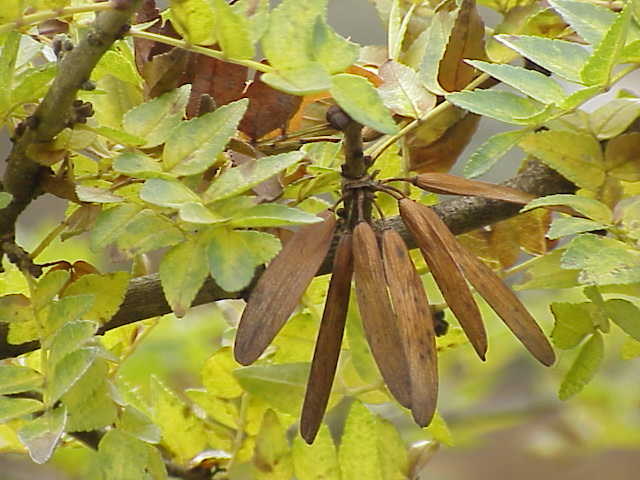
Früchte

Die Afghanische Esche (Fraxinus xanthoxyloides) ist ein Strauch oder Laubbaum aus der Gattung der Eschen in der Familie der Ölbaumgewächse. Ihr natürliches Verbreitungsgebiet reicht von Marokko bis nach Afghanistan und Nepal. 

## Beschreibung
Die Afghanische Esche ist ein laubabwerfender Strauch oder kleiner Baum, der eine Höhe bis 8–10 Meter erreicht. Der Stammdurchmesser erreicht über 60 Zentimeter. Die Zweige sind braun bis grau, stielrund oder selten etwas vierkantig, kahl bis fein behaart. Kurztriebe stehen oft fast im rechten Winkel ab. Die Endknospen sind oft kleiner als die Seitenknospen. 
Die gegenständigen und gestielten Laubblätter sind 2 bis 12 Zentimeter lang, unpaarig gefiedert und bestehen aus 5 bis 9 sitzenden bis fast sitzenden Blättchen. Die Blättchen sind 2 bis 5 Zentimeter lang und 0,5 bis 1,5 Zentimeter breit, eiförmig bis elliptisch, seltener verkehrt-eiförmig, spitz oder stumpf mit spitzer bis stumpfer Basis. Der Blättchenrand ist grob gekerbt bis gesägt. Die Oberseite ist dunkelgrün und kahl, die Unterseite ist heller und meist nur im Bereich der Mittelrippe leicht behaart. Es werden etwa 4 Nervenpaare gebildet. Die Blattspindel ist schmal geflügelt oder rinnig. Der Blattstiel ist 1 bis 1,5 Zentimeter lang. 
Die Blüten sind polygam verteilt und stehen in 1 bis 2 Zentimeter langen, seitenständigen Rispen. Die Blüten erscheinen mit den Blättern von April bis Mai. Die Blüten sind männlich oder zwittrig. Kronblätter fehlen, auch der Kelch in den männlichen Blüten.
Als Früchte werden 3 bis 5 Zentimeter lange, einseitig geflügelte und einsamige Nussfrüchte gebildet, deren Flügelsaum bis zur Mitte oder zum unteren Drittel herabläuft.

## Verbreitung und Ökologie
Das Verbreitungsgebiet der Afghanischen Esche reicht von Afghanistan bis in den Kaschmir, nach Nepal und Tibet. Dort gedeiht sie in Steppengehölzen und Trockenwäldern auf trockenen bis frischen, schwach sauren bis stark alkalischen, sandigen, sandig-kiesigen oder sandig-lehmigen, nährstoffreichen Böden an sonnig-heißen Standorten. Sie ist frost- und nässeempfindlich. Man findet sie in Höhen von 1000 bis 2800 Metern. Frühere Angaben aus Nordafrika werden heute zu Fraxinus dimorpha gestellt.

## Systematik
Die Afghanische Esche (Fraxinus xanthoxyloides (G.Don) Wall. ex A.DC.) ist eine Art aus der Gattung der Eschen (Fraxinus) aus der Familie der Ölbaumgewächse (Oleaceae). Sie wird der Sektion Sciadanthus zugeordnet. Ein Synonym der Art ist Ornus xanthoxyloides G. Don.